# Ingrid Griesa
Ingrid Griesa (geboortenaam Bitomsky - Gliwice, 1930) is een Duits wetenschapster gespecialiseerd in de prehistorie. Tijdens haar carrière legde ze zich vooral toe op de Oost-Berlijnse collectie van het Museum für Vor- und Frühgeschichte.

## Leven en werk
Griesa voltooide haar studie met een master in archeologie. Vanaf om en nabij 1965 werkte ze in het Oost-Berlijnse Museum für Vor- und Frühgeschichte op de Museumsinsel als onderzoeksassistente en conservatrice. In 1987 overleed de adjunct-directeur van het museum, Frauke Geupel, waarna Griesa haar opvolgde onder directrice Eva Zengel. Griesa was in die functie betrokken bij de hereniging van de collecties van Oost- en West-Berlijn. Zengel ging eind 1991 met vervroegd pensioen, waarna Griesa haar opvolgde. Zij werd op haar beurt opgevolgd door Wilfried Menghin.
Naast haar museale werk, zoals het organiseren van speciale tentoonstellingen, had Griesa als belangrijkste onderzoeksgebied de Centraal-Europese ijzertijd, in het bijzonder de Hallstattcultuur. In deze rol onderzocht ze de herkomst van de collectie van het Museum für Vor- und Frühgeschichte, in het bijzonder die van Heinrich Schliemann.
Tijdens de DDR-tijd was ze tijdelijk lid van de adviesraad van het Zeitschrift für Archäologie. Griesa publiceerde voornamelijk artikelen in gerenommeerde tijdschriften als Acta Praehistorica et Archaeologica. Samen met Rainer-Maria Weiss schreef ze een boek over de Hallstattcultuur, wat is uitgegroeid tot een van de inventariscatalogi van het Museum für Vor- und Frühgeschichte.

## Privéleven
Ingrid Griesa is getrouwd met Siegfried Griesa, net als zij een wetenschapper gespecialiseerd in de prehistorie.

## Publicaties (selectie)
- Ur- und Frühgeschichte der Stadt Warschau. Ausstellung des Staatlichen Archäologischen Museums Warschau im Bodemuseum, Museum für Ur- und Frühgeschichte vom 25. November bis 24. Januar 1988. Staatliche Museen zu Berlin, Berlijn (1987)
- met Marion Bertram en Sabine Schultz: Schliemann und Troia. Ausstellung der Staatlichen Museen zu Berlin, Preussischer Kulturbesitz, Museum für Vor- und Frühgeschichte und der Prähistorischen Staatssammlung, Museum für Vor- und Frühgeschichte München vom 24. Januar bis 29. März 1992 (= Ausstellungskataloge der Prähistorischen Staatssammlung. band 21). Prähistorische Staatssammlung/Museum für Vor- und Frühgeschichte, München en Berlijn (1992) - ISBN 978-3-927806-12-2
- met Rainer-Maria Weiss: Hallstattzeit (= Die Altertümer im Museum für Vor- und Frühgeschichte. band 2 = Zaberns Bildbände zur Archäologie = Sonderbände der Antiken Welt). Philipp von Zabern/Staatliche Museen zu Berlin, Mainz en Berlijn (1999) - ISBN 3-8053-2566-5 en ISBN 3-8053-2567-3